# Tvrtko I al Bosniei
Ștefan Tvrtko I (în sârbocroată Stjepan/Stefan Tvrtko, Стефан / Стјепан Твртко; c. n. 5 august 1338, Srebrenik⁠(d), Federația Bosniei și Herțegovinei, Bosnia și Herțegovina – d. 14 martie 1391, Vareš⁠(d), Federația Bosniei și Herțegovinei, Bosnia și Herțegovina) a fost primul rege al Bosniei. Membru al Casei de Kotromanić, l-a succedat pe unchiului său Ștefan al II-lea ca Ban al Bosniei în 1353. Întrucât era minor la vremea respectivă, tatăl lui Tvrtko, Vladislav, a condus pe scurt ca regent, urmat de mama lui Tvrtko, Jelena. La începutul stăpânirii sale personale, Tvrtko s-a certat cu clerul romano-catolic, dar mai târziu s-a bucurat de relații cordiale cu toate comunitățile religioase de pe tărâmul său. După dificultăți inițiale - pierderea unor părți mari din Bosnia în fața stăpânului său, regele Ludovic I al Ungariei și fiind un scurt timp deposedat de puterile sale de magistrații săi - puterea lui Tvrtko a crescut considerabil. El a cucerit câteva pământuri ale vecinului său, Țaratul Sârb, în 1373, după moartea ultimului său conducător și a rudei sale îndepărtate, Ștefan Uroș. În 1377, el s-a încoronat rege al Bosniei și al Serbiei, pretinzând că este moștenitorul dispărutei dinastii Nemanjić din Serbia. 
Pe măsură ce Regatul Bosnia  a continuat să se mărească, atenția lui Tvrtko s-a mutat către coasta Adriatică. El a câștigat controlul asupra întregii regiuni Pomorje și a marilor orașe maritime din zonă, a stabilit noi așezări și a început să construiască o marină, dar nu a reușit niciodată să subjuge conducătorii teritoriilor sârbe independente. Moartea regelui Ludovic și ridicarea la putere a reginei Maria a Ungariei în 1382 i-au permis lui Tvrtko să profite de criza succesorală care va urma în Ungaria și Croația. După lupte amare, din 1385 până în 1390, Tvrtko a reușit să cucerească mari părți din Slavonia, Dalmația și Croația. În urma bătăliei de la Kosovo din 1389, pretenția sa asupra Serbiei a devenit o simplă ficțiune, întrucât conducătorii sârbi pe care a căutat să-i supună au devenit vasali ai Imperiului Otoman victorios. Turcii otomani au lansat și primele lor atacuri asupra Bosniei în timpul domniei lui Tvrtko, dar armata sa a fost capabilă să le respingă. Moartea subită a lui Tvrtko în 1391 l-a împiedicat să solidifice stăpânirea dinastiei Kotromanić asupra țărilor croate. 
Tvrtko este considerat în mare măsură unul dintre cei mai mari conducători medievali din Bosnia, după ce a extins granițele țării sale la cea mai mare întindere din istorie, a lăsat o economie puternică și a îmbunătățit nivelul de viață al supușilor săi. El a fost urmat de cel puțin un fiu, Tvrtko II, care a fost succedat în 1395 de Stephen Dabiša, în timpul căruia țara a început să decadă.